# Бор (футбольний клуб)
ФК «Бор» (серб. FK Bor / ФК Бор) — футбольний клуб з міста Бор, Сербія, заснований 1919 року. Домашні матчі проводить на арені «Стадіон на Пириту», що вміщає 4 000 глядачів.
На початку 70-х років 20-го століття провів шість сезонів у вищому дивізіоні чемпіонату Югославії, але не піднімався вище 13-го місця. Також доходив 1968 року до фіналу Кубка Югославії, в якому програв «Црвені Звезді» з рахунком 0:7. Але оскільки белградська команда стала в тому сезоні і чемпіоном Югославії, а отже отримала право грати в Кубку чемпіонів, «Бор» отримав право представляти Югославію в Кубку володарів кубків. Єдиний досвід участі клубу в єврокубках виявився невдалим — в першому ж раунді він поступився за сумою двох матчів чехословацькому «Словану».

## Історія

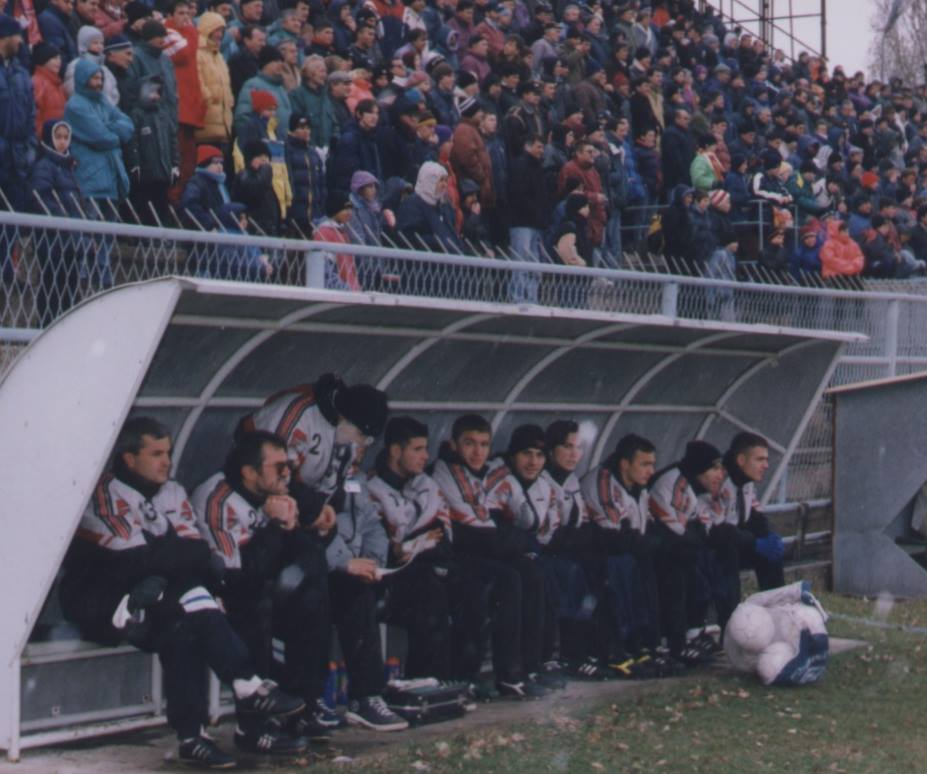
Тренерська лава «Бор» під час матчу Другої ліги Югославії у 1990-х роках.

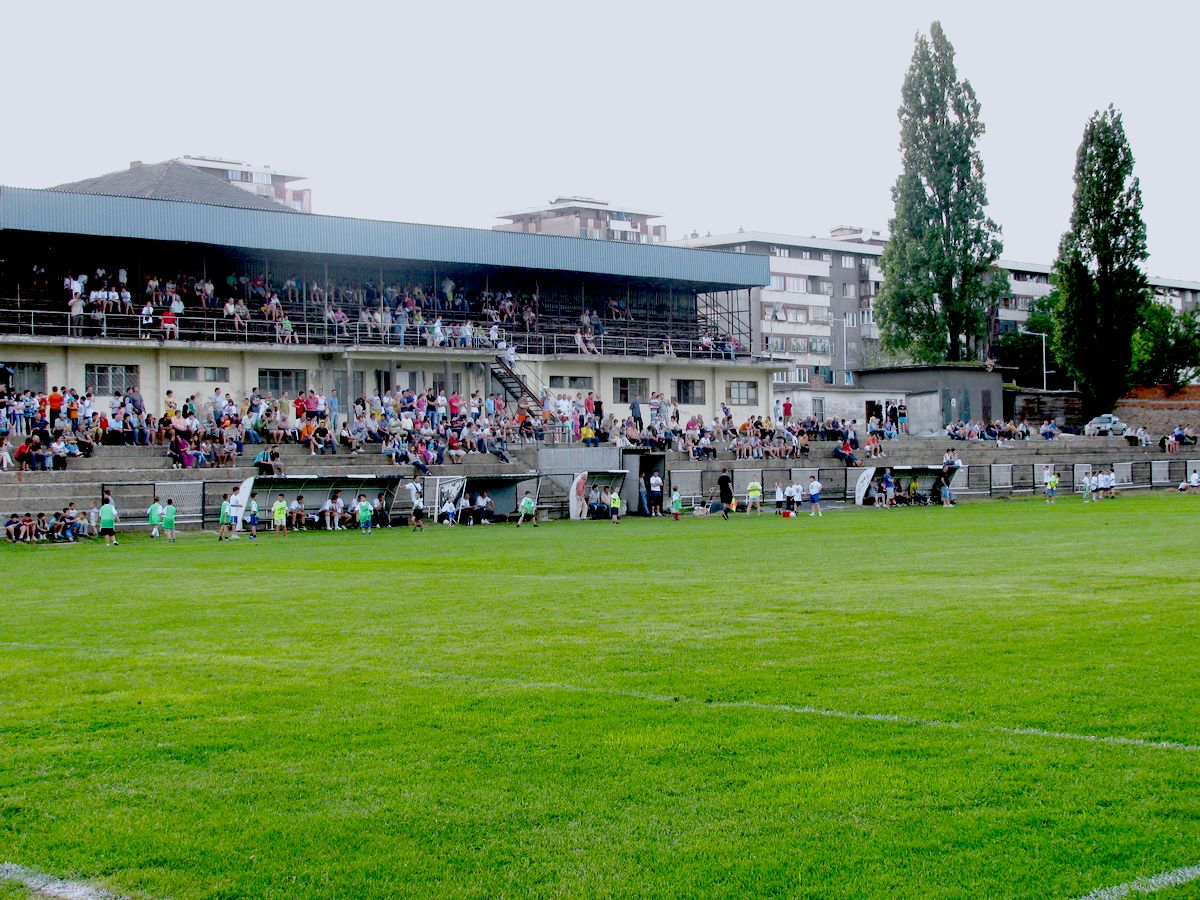
Клубний стадіон

### Ранні роки (1920-1960-ті роки)
Клуб був заснований у 1919 році як сербсько-французьке спортивне товариство під назвою АСБ. Клуб грав лише товариські матчі до початку 1930-х років, коли він приєднався до Футбольної асоціації Ниша, де грав у регіональній лізі Тимочка-Крайна з помірним успіхом до початку Другої світової війни .
На початку Другої світової війни клуб був перейменований в БСК. Це був найуспішніший клуб в районі Східної Сербії і досяг хороших результатів у сербських змаганнях з футболу під час війни.
БСК та інша місцева команда «Рудар» об'єдналися на початку 1945 року, утворивши клуб «Раднички», який наступного року офіційно змінив свою назву на ФК «Бор» і під цим ім'ям брав участь у перших організованих післявоєнних змаганнях. Незабаром до назви було додано префікс rudarski (в перекладі — шахтарський), і клуб був відомий як РФК «Бор» (серб. RFK Bor) до 1974 року, коли він повернув попередню назву ФК «Бор».

### Період розквіту (1960-ті та 1970-ті роки)
«Бор» грав у регіональній лізі Східної Сербії до 1963 року, коли він пройшов кваліфікацію до Другої ліги Югославії, перемігши «Слободу» (Ужице) в плей-оф. У сезоні 1963/64, першому на національному рівні, вони посіли друге місце після «Сутьєски» (Никшич), а загалом «Бор» пробув у Другій лізі п'ять сезонів поспіль.
Сезон 1967/68 був безумовно найкращим в історії клубу — воротар Йован Гайдукович був визнаний найкращим гравцем Східного дивізіону Другої ліги, а «Бор» не тільки виграв цей чемпіонат і вперше в історії вийшов до вищого дивізіону країни, Першої ліги Югославії, але й дістався до фіналу Кубка Югославії. В тому турнірі у 1/8 фіналу вони пройшли команду вищого дивізіону «Раднички» (Ниш) в гостях (3:2), забивши два голи в додатковий час. Після цього пройшовши у чвертьфіналі «Слободу» (Тузла), «Бор» потрапив на ще одну команду вищого дивізіону, «Воєводину», яка була чемпіоном Югославії лише рік тому і, відповідно, явним фаворитом матчу. Однак за підтримки близько 10 000 вболівальників, «Бор» здобув перемогу 2:1 і пройшов у фінал, де зустрівся із місцевим грандом та новим чемпіоном «Црвеною Звездою».
Фінал був зіграний 22 травня 1968 року в Белграді. Незважаючи на те, що столична команда легко виграла 7:0, здобувши «золотий дубль», «Бор» отримав право представляти Югославію у Кубку володарів Кубків наступного року. Свою дебютну гру на європейській арені команда мала провести проти «Уніона» (Берлін), але після того, як східнонімецькі клуби в знак протесту разом із більшістю інших команд соцтабору покинули змагання, команда потрапила на чехословацький «Слован» (Братислава). У Братиславі «Бор» програв 0:3, але на власному стадіоні був близький до порятунку, врешті вигравши лише 2:0. Пізніше виявилося, що чехословацька команда стала переможцем турніру, здолавши у фіналі грізну «Барселону».
У чемпіонаті ж того року «Бор» закінчив свій дебютний сезон на 13-му місці серед 18 клубів. Вони були обрані для представлення Югославії на Балканському кубку 1969 року — міжнародному клубному змаганні для балканських країн, де команда вибула на груповому етапі з «Динамо»-(Тирана) та "«Університатею» (Крайова), посівши остання місце.
Після трьох сезонів у вищому дивізіоні вони вилетіли з нього в 1971 році, але одразу повернулись 1972 року. Після цього «Бор» відіграв ще три сезони в югославській Першій лізі до 1975 року, доходив до чвертьфіналу Кубка Югославії 1970/71, де вони знову були переможені майбутнім переможцем турніру «Црвеною Звездою».
У 1975—1977 роках «Бор» провів два сезони у Другій лізі і після 14 років поспіль, коли він грав на національному рівні, у 1977 році команда повернулася до регіональної ліги Сербської республіки (3-й дивізіон).
Після двох сезонів «Бор» повернувся до Другої ліги у 1979 році, де в першому ж сезоні 1979/80 ледь не вийшов до найвищої національної ліги. До останнього туру 5 команд, включаючи «Бор», змагалися за перше місце і врешті-решт, «ОФК Белград», «Раднички» (Крагуєваць) та «Бор» закінчили чемпіонат з 37 очками, однак столичний клуб посів перше місце і отримав єдину путівку в еліту завдяки кращій різниці м'ячів.

### 1980-ті та 1990-ті
Надалі клуб грав у Другій югославській лізі з помірним успіхом протягом першої половини 1980-х років. У 1986 році вони знову потрапили в регіональну Сербську лігу, а наприкінці 1980-х років було сформовано нове змагання третього рівня — Міжреспубліканська ліга. Там «Бор» грав разом із командами із Центральної Сербії, Косово та Македонії. У 1990 році «Бор» виграв цю лігу і вийшов до Другої ліги Югославії.
У 1992 році Югославія розпалась і «Бор» продовжував грати у Другій лізі новоствореної Союзної Республіки Югославія з командами з Сербії та Чорногорії, але незабаром вилетів до ліги Східної Сербії.
Головний спонсор клубу, RTB Bor, через спад виробництва міді у 90-х та через економічну ізоляцію країни фактично втратив можливість допомагати команді, в результаті чого період між 1996 та 2001 роками став останнім для команди на національному рівні у Другій лізі Сербії та Чорногорії, після чого клуб став виступати виключно в регіональних змаганнях

### Фінансові проблеми (2000-ті та 2010-ті роки)
На початку ХХІ століття «Бор» балансував між Сербською лігою Схід та Сербською зональною лігою (3-й та 4-й дивізіон), і навіть провів сезон у Лізі Борського округу (5-й рівень).
У 2012 році, граючи у четвертому дивізіоні, клуб змінив назву на «ОФК Бор» (серб. OFK Bor), а 2017 року, після вильоту із Зональної ліги, клуб було розпущено через фінансові труднощі.
Наступного року команда була відновлена під назвою ФК «Бор 1919» (серб. FK Bor 1919) і стала виступати у Лізі Східної зони, четвертій за рівнем футбольній лізі Сербії

## Рекорди
- Найвища позиція в чемпіонаті: 13 місце в Першій лізі
- Найвища відвідуваність : 20 000 у Кубку володарів кубків УЄФА проти «Слована» .(Братислава).

## Досягнення
- Друга ліга Югославії
  - Переможець: 1967–68, 1971–72
- Кубок Югославії
  - Фіналіст: 1967–68
- Третя ліга
  - Переможець: 1962–63, 1979–80, 1989–90, 1995–96
- Нішська зона
  - Переможець: 1960–61, 1961–62
- Кубок Бора та Заєчара
  - Володар: 1935–36, 1936–37, 1938–39, 1995–96, 1996–97
- Кубок футбольної асоціації Ниша
  - Володар 1953–54

## Виступи у єврокубках
| Сезон   | Турнір                 | Раунд   | Суперник              | Рахунок  |
| ------- | ---------------------- | ------- | --------------------- | -------- |
| 1968–69 | Кубок володарів кубків | 1 раунд | «Слован» (Братислава) | 0:3, 2:0 |